# Costa Otranto - Santa Maria di Leuca e Bosco di Tricase Regionális Park
A Costa Otranto - Santa Maria di Leuca e Bosco di Tricase Regionális Parkot 2006-ban alapították. Magába foglalja a Salentói-félsziget nyugati oldalát Otranto városától a Santa Maria di Leuca-fokig.

## Flóra
Növényvilágát a mediterrán macchia-félék jellemzik, valamint a magyaltölgy, karmazsintölgy, molyhos tölgy. 

## Fauna
Állatvilágának képviselői: reznektúzok, kékes rétihéja, fakó rétihéja, mezei nyúl, halászsas, barátfóka valamint számos endémikus gerinctelen faj. 

## Települései
A nemzeti park a következő települések területét öleli fel: Alessano, Andrano, Castrignano del Capo, Castro, Corsano, Diso, Gagliano del Capo, Ortelle, Otranto, Santa Cesarea Terme, Tiggiano és Tricase.